# Luis Ernesto Tapia
Luis Ernesto Tapia (Panama, 21 ottobre 1944 – Panama, 13 novembre 2024) è stato un calciatore panamense, di ruolo attaccante.
È soprannominato Cascarita.

## Dopo il ritiro
Attualmente è l'allenatore di una scuola-calcio di Panama